# 天峰塔
天峰塔是浙江省宁波市奉化区一座古塔，位于奉化区西坞街道亭山村，始建年不详。天峰塔为六边形单层塔，塔高6米，由15层斜面条石砌筑而成，塔底边长1.4米，塔顶边长0.43米。塔刹的刹座和刹身也由六面棱锥石块构成，每面刻有一尊趺座人像。据旧县志栽，塔前后原有庵，故此塔可能为僧人埋骨塔，塔名可能系“天坟”讹传而来。1987年2月列入奉化县文物保护单位。